# 真白由春
真白由春（ましろ・ゆか、1978年12月22日 - ）は、日本の女優、タレント。所属事務所は太田プロダクション。

## 来歴
- 京都府出身。龍谷大学国際文化学部卒業。身長167cm、体重49kg。血液型B型。
- 地元京都での着物モデルの仕事を経て太田プロ入り。
- 実家はお寺（浄土真宗）で、特技は読経と日本舞踊。

## 出演

### 映画
- 炎と氷（2004年12月25日公開のVシネマ）
- アイノシルシ（2006年 Vシネマ）女優 黒田カヨ役[1]

### テレビドラマ
- なんでも屋大蔵の事件簿2（2003年7月20日、BSジャパン）
- 白い巨塔 第4話（2003年 - 2004年、フジテレビ）
- 独身3!! 第9話（2003年10月10日 - 、テレビ朝日）
- 八丁堀の七人 パート5 第6話（2004年1月5日 - 、テレビ朝日）
- 霧笛の余韻(森村誠一の終着駅シリーズ17)（2004年10月2日、テレビ朝日）
- 夢で逢いましょう 第1、2話（2005年4月14日 - 、TBS）
- 君のもとへかける虹 第3話（2005年、北海道文化放送）
- 監察医・篠宮葉月 死体は語る(パート6)（2005年6月19日、BSジャパン）
- 幸せになりたい!（2005年7月14日 - 、TBS）
- 新・警視庁女性捜査班(1)（2006年6月10日、テレビ朝日）
- サンシャイン デイズ 第5 - 8話、12話（2007年8月26日 - 、テレビ神奈川）
- サンシャイン デイズ 1 - 6総集編（2007年10月14日、テレビ神奈川）
- 月の恋人〜Moon Lovers〜（2010年、フジテレビ）

### 舞台
- K'sプロデュース公演「STAY 'GOLDEN WEEK'」（2006年）
- K'sプロデュース公演「水流月の島」（2007年）
- 東京遊劇手第2回公演「秘密結社」（2008年）

### WEBドラマ
- ワザあり!美人道

### CM
- NTT東日本（2003年）
- 北日本銀行品質主義・クイカ(スチール)
- ユニ・チャーム：「ソフィ　超熟睡ガード」（2009年）
- デジタル放送推進協会(DPA)地デジ （2009年）
- 日清食品：カップヌードルマイ・レンジタイプ『レンジドラマ篇』（2009年）

### その他
- 所さんの学校では教えてくれないそこんトコロ!
- 汐留スタイル!
- 土曜大好き
- ステキな旅先散歩 ＃4 千葉県南房総エリア 「旅チャンネル」